# بيليم (أورن)
بيليم هي بلدية في أورن في شمال غرب فرنسا.